# Thomas Sprat

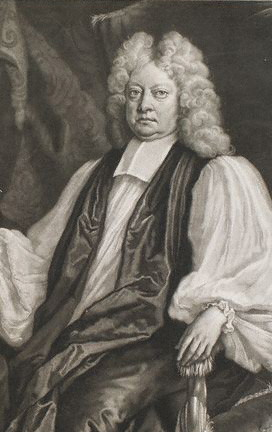
Thomas Sprat

Thomas Sprat (* 1635 in Beaminster, Dorset; † 20. Mai 1713 in Bromley, Kent) war ein englischer Autor und Bischof von Rochester.

## Leben und Wirken
Sprat wurde am 20. September 1635 getauft. Er war ein Sohn seines gleichnamigen Vaters, der Minister of Beaminster war. Sprat besuchte das Wadham College der Universität Oxford; er erhielt 1655 den BA, 1657 den MA und 1669 den Doctor of Divinity.
Von 1657 bis 1670 war Sprat ein Fellow des Wadham College. Von 1660 bis 1669 war er Kanoniker an der Kathedrale von Lincoln, von 1669 bis 1683 Kanoniker von Westminster Abbey. 1670 war er Rektor von Uffington in Lincolnshire. Er wirkte als Kaplan für George Villiers, 2. Duke of Buckingham und 1676 bis 1688 für König Karl II. und dessen Nachfolger. Von 1679 bis 1683 war er Rektor von St Margaret’s Church in Westminster; von 1681 bis 1684 wirkte er als Kanoniker von St Georges Church in Windsor Castle. Von 1683 bis 1713 war er Dekan von Westminster. Er begann die Renovierungsarbeiten am Westminster Abbey, die durch Christopher Wren durchgeführt wurden. Von 1684 bis 1713 war er Bischof von Rochester. 1685 war er Dekan der St George’s Chapel sowie Clerk of the Closet.
Sprat heiratete Helen, die Tochter des Devereux Wolseley of Ravenstone in Staffordshire. Er starb am 20. Mai 1713 an einem Apoplex. Sprat ist an der Südseite der St Nicholas’ Chapel, Westminster Abbey, bestattet.
Am 20. Mai 1663 wurde Sprat als Mitglied („Original Fellow“) in die Royal Society gewählt. Er ist vor allem durch seine 1667 erschienene History of the Royal Society of London bekannt geworden. Sein gleichnamiger Sohn Thomas Sprat (1679–1720) war Erzdekan von Rochester und seit 1712 ebenfalls Mitglied der Royal Society.

## Schriften (Auswahl)
- To the happie memory of the most renowned Prince Oliver, Lord Protector. In: Three poems upon the death of His late Highnesse Oliver lord protector of England, Scotland, and Ireland […]. London 1659 (Volltext).
- The plague of Athens […]. London 1659.
  - London 1683 (Digitalisat).
  - London 1709 (Digitalisat).
- The History of the Royal-Society of London, for the Improving of Natural Knowledge. London 1667 (Digitalisat).
  - 2., korrigierte Auflage, London 1702 (Digitalisat).
  - 3., korrigierte Auflage, London 1722 (Digitalisat).
  - 4. Auflage, London 1734 (Digitalisat).
- A True Account and Declaration of the Horrid Conspiracy Against the Late King, His Present Majesty, and the Government: As it was Order’d to be Published by His Late Majesty. Thomas Newcomb, London 1685 (Digitalisat).